# Ib Stetter
Ib Stetter, né le 1er mars 1917 à Odense (Danemark) et mort le 16 mars 1997 à Aalborg, est un homme politique danois membre du parti Parti populaire conservateur (KF), ancien ministre et ancien député au Parlement (le Folketing).